# 千葉県道1号市川松戸線
千葉県道1号市川松戸線（ちばけんどう1ごう いちかわまつどせん）は、千葉県市川市市川の国道14号・千葉県道60号市川四ツ木線（千葉街道）、千葉県道283号若宮西船市川線との交点である「市川広小路」交差点を起点とし、松戸市小山の国道6号（水戸街道）、千葉県道5号松戸野田線・千葉県道54号松戸草加線（流山街道）との交点である「松戸二中前」交差点を終点とする県道（主要地方道）である。
千葉県道路愛称名による愛称は松戸街道。

## 概要

### 路線データ
- 起点：千葉県市川市市川 「市川広小路」交差点
- 終点：千葉県松戸市小山 「松戸二中前」交差点
- 区間延長 : 4.637 km
- 総延長：*.* km（葛南土木事務所管内：*.* km、東葛飾土木事務所管内：*.* km）
- 重用延長：*.* km（葛南土木事務所管内：*.* km、東葛飾土木事務所管内：*.* km）
- 実延長：4.637 km（葛南土木事務所管内：2.594 km[3]、東葛飾土木事務所管内：2.043 km[4]）
- Googleマップ

## 路線状況
原型は、下総国府と常陸国府を結ぶ古代の官道である。明治に入り国府台に陸軍施設が置かれると、軍用道路として囚人を動員した大規模な改良工事がなされた。

### 交通データ
平成22年（2010年）時点での市川松戸線の自動車類交通量や幅員構成、車線数については以下の通りになっている。
| 交通調査地点            | 昼間12時間自動車類交通量 | 昼間12時間自動車類交通量 | 昼間12時間自動車類交通量 | 24時間自動車類交通量 | 24時間自動車類交通量 | 24時間自動車類交通量 | 道路部幅員 | 車道部幅員 | 車道幅員 | 歩道幅員 | 歩道幅員 | 車線数 |
| 交通調査地点            | 小型車                   | 大型車                   | 合計                     | 小型車               | 大型車               | 合計                 | 道路部幅員 | 車道部幅員 | 車道幅員 | 上り     | 下り     | 車線数 |
| 千葉県市川市国府台4-7-3 | 7327台                   | 2748台                   | 10075台                  | 11060台              | 3448台               | 14508台              | 11.10m     | 7.00m      | 7.00m    | 2.10m    | 1.90m    | 2      |
| 千葉県松戸市栗山5-7     | 7632台                   | 3514台                   | 11146台                  | 11328台              | 5948台               | 17276台              | 11.50m     | 7.50m      | 6.50m    | 2.00m    | 2.00m    | 2      |

・市川市と松戸市を結ぶ幹線道路で、国道298号と併せて三郷方面へ利用する車両も合流する関係で全体的に交通量が多く、終日にわたる渋滞が慢性化していた。なお、2018年6月2日の東京外環自動車道および国道298号の延伸開通により、渋滞は大幅に緩和された。

## 地理

### 通過する自治体
- 千葉県
  - 市川市 - 松戸市

### 接続する主な道路
| 交差する道路                                                              | 交差点名           | 所在地 | 所在地 |
| ------------------------------------------------------------------------- | ------------------ | ------ | ------ |
| 国道14号･千葉県道60号市川四ツ木線（千葉街道） 千葉県道283号若宮西船市川線 | 市川広小路         | 市川市 |        |
| 国道298号                                                                 | 松戸IC北           | 松戸市 |        |
| C3東京外かく環状道路                                                      | 松戸IC北           | 松戸市 |        |
| 国道6号（水戸街道）                                                       | 松戸二中前（終点） | 松戸市 |        |
| 千葉県道5号松戸野田線･千葉県道54号松戸草加線（流山街道）                  | 松戸二中前（終点） | 松戸市 |        |

### 沿線の主な施設
- 国府台駅 - 京成本線
- 弘法寺
- 千葉商科大学
- 和洋女子大学
- 市川市スポーツセンター
- 東京医科歯科大学
- 国府台公園
- 国府台高等学校
- 国立国際医療研究センター国府台病院
- 里見公園
- 矢切駅 - 北総線
- 総合福祉会館

## ギャラリー

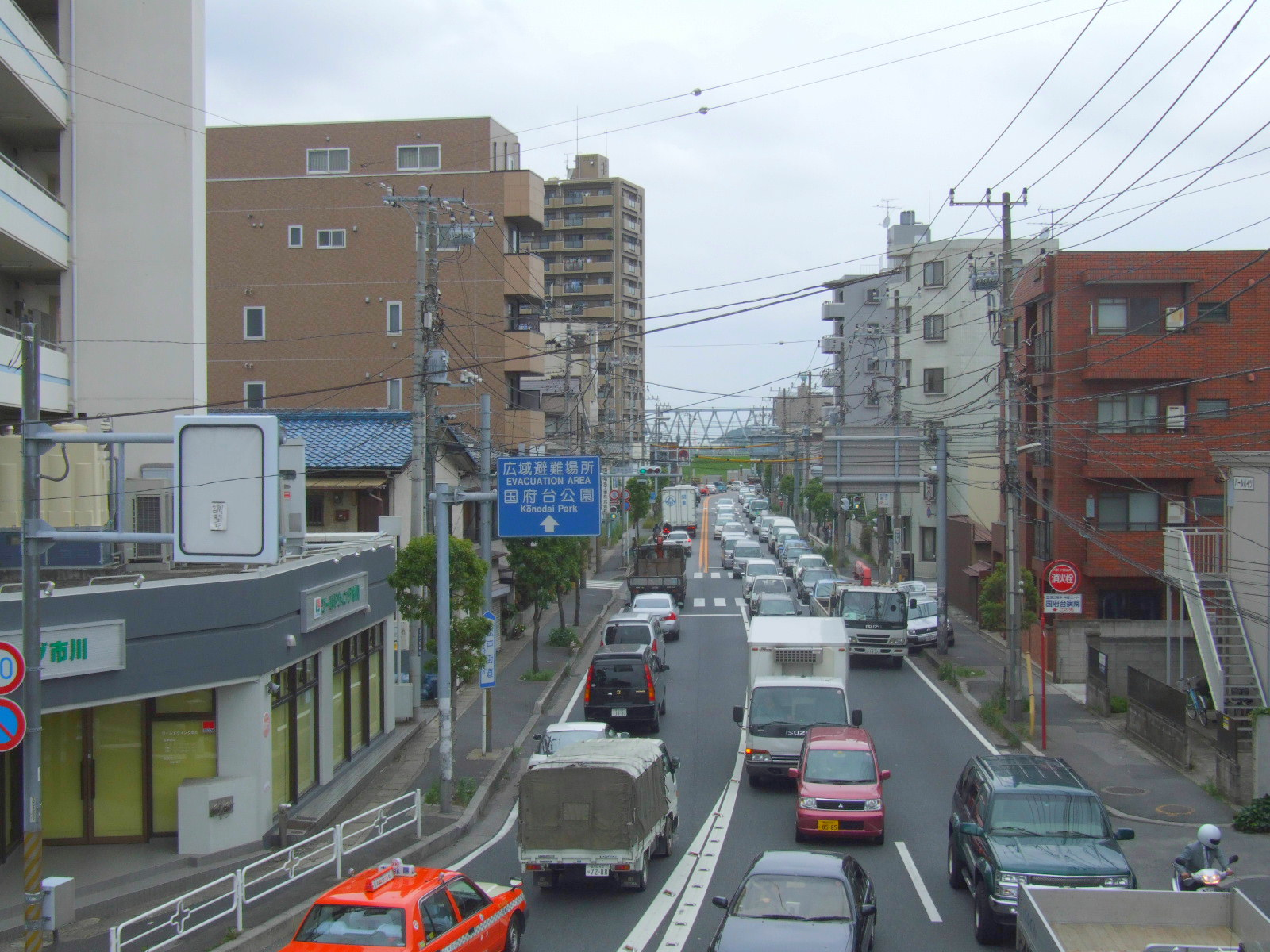
市川広小路交差点から（2006年6月）
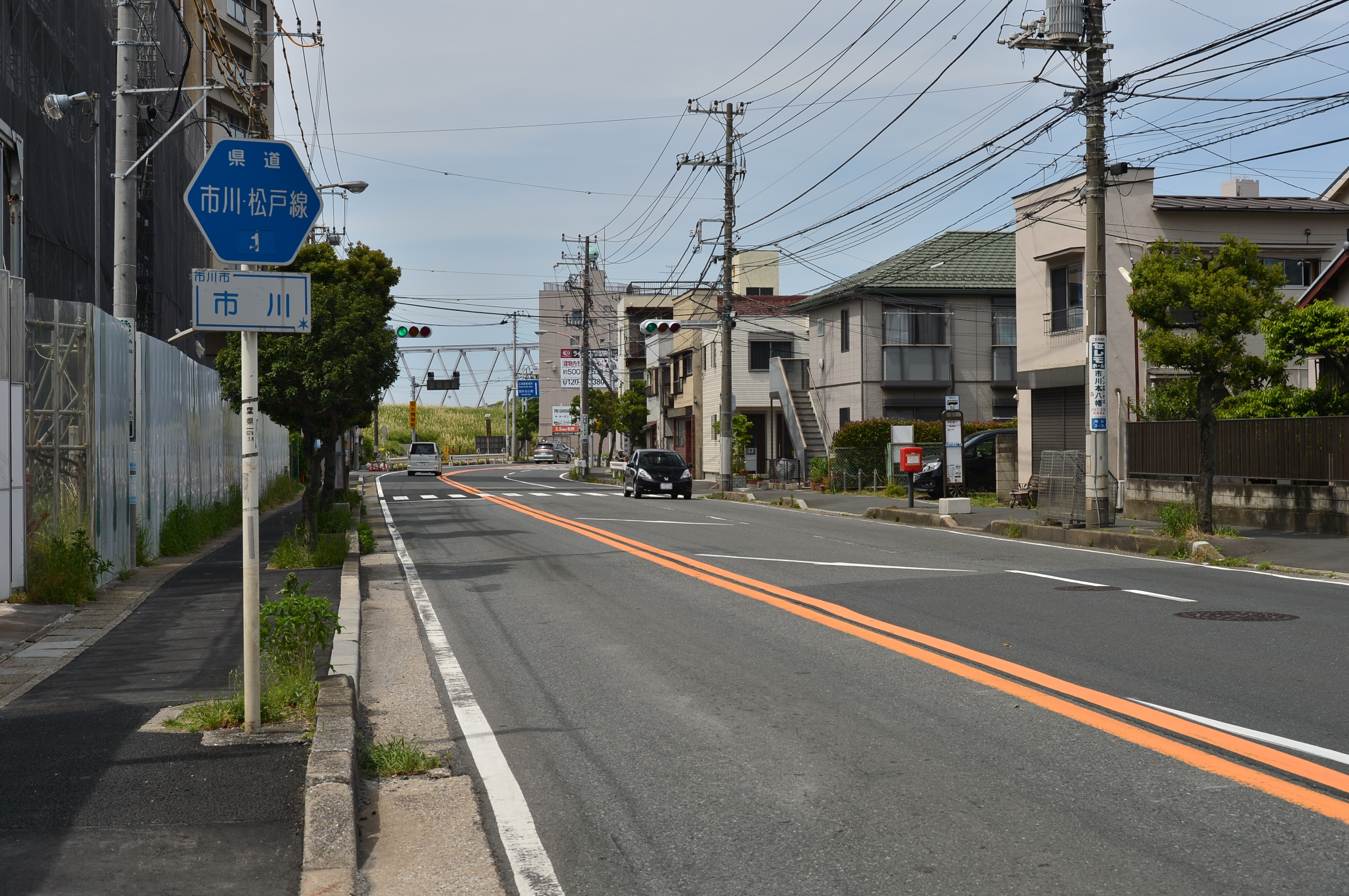
市川市市川（2016年5月）